# Archaphorura serratotuberculata
Archaphorura serratotuberculata är en urinsektsart som först beskrevs av Stach 1933.  Archaphorura serratotuberculata ingår i släktet Archaphorura, och familjen blekhoppstjärtar. Arten är reproducerande i Sverige.